# Ielena Fatalibekova
Ielena Abramovna Fatalibekova (russe : Елена Абрамовна Фаталибекова, née le 4 octobre 1947 à Moscou) est une joueuse d'échecs soviétique puis russe.
Ielena Fatalibekova est la fille d'Olga Rubtsova, qui fut la troisième championne du monde d'échecs entre 1956 et 1958.
Fatalibekova participa à plusieurs cycles de championnat du monde, remportant notamment l'interzonal de Tbilissi en 1976. Elle est éliminée en demi-finale du tournoi des candidates de 1977 par Alla Kushnir.
Elle remporte le championnat d'URSS féminin en 1974 et obtient le titre de grand maître international féminin en 1977. 
Fatalibekova est encore active. Elle remporte par trois fois le Championnat du monde des vétérans (2000, 2001 et 2004) et en 2009 le mémorial dédié à sa mère, Olga Rubtsova.